# Minor Love
Minor Love är Adam Greens sjätte studioalbum, från 2010. Albumet gavs ut av skivbolaget Rough Trade Records och hade premiär 8 januari i Europa, 11 januari i Storbritannien och 16 november i USA. På inspelningen spelar Green i stort sett alla instrument själv. Till följd av nysläppet gjorde Green, med start den 26 januari, en omfattande Europaturné. 

## Låtlista
1. "Breaking Locks" - 2:21
2. "Give Them a Token" - 2:13
3. "Buddy Bradley" - 2:00
4. "Goblin" - 1:50
5. "Bathing Birds" - 2:14
6. "What Makes Him Act So Bad" - 2:17
7. "Stadium Soul" - 2:34
8. "Cigarette Burns Forever" - 1:56
9. "Boss Inside" - 2:06
10. "Castles and Tassles" - 2:45
11. "Oh Shucks" - 1:58
12. "Don't Call Me Uncle" - 2:57
13. "Lockout" - 2:09
14. "You Blacken My Stay" - 2:18